# Список об'єктів Світової спадщини ЮНЕСКО в Філіппінах
У Списку об'єктів Світової спадщин ЮНЕСКО на Філіппінах станом на 2015 рік налічується 6 найменувань: 3 об'єкти культурного та 3 природного типу.

## Список
У поданому списку представлені об'єкти Світової спадщини ЮНЕСКО на Фліппінах у порядку їхнього включення до списку.
| № | Зображення | Назва                                                                                            | Місцеположення             | Тип                                   | Час створення      | Час внесення до списку | №                                                  | Критерії   |
| - | ---------- | ------------------------------------------------------------------------------------------------ | -------------------------- | ------------------------------------- | ------------------ | ---------------------- | -------------------------------------------------- | ---------- |
| 1 |            | Церкви Філіппін у стилі бароко                                                                   |                            | Культурний                            | XVII—XVII століття | 1993                   | 677 [Архівовано 5 липня 2017 у Wayback Machine.]   | ii, iv     |
| 2 |            | Природний парк рифа Туббатаха                                                                    | Провінція Палаван          | Природний                             | 1988               | 1993                   | 653 [Архівовано 19 квітня 2017 у Wayback Machine.] | vii, ix, x |
| 3 |            | Рисові тераси в Філіппінських Кордильєрах                                                        | Провінція Іфугао           | Культурний (з 2001 року під загрозою) | ХХ ст. до н. е.    | 1995                   | 722 [Архівовано 14 січня 2017 у Wayback Machine.]  | iii, iv, v |
| 4 |            | Історичне місто Віган                                                                            | Провінція Південний Ілокос | Культурний                            | XVI століття       | 1999                   | 502 [Архівовано 5 липня 2017 у Wayback Machine.]   | ii, iv     |
| 5 |            | Підземна річка Пуерто-Принсеса                                                                   | Провінція Палаван          | Природний                             | —                  | 1999                   | 652 [Архівовано 6 вересня 2015 у Wayback Machine.] | vii, x     |
| 6 |            | Природний заповідник «Гірське пасмо Хамігітан» (англ. Mount Hamiguitan Range Wildlife Sanctuary) | Провінція: Східний Давао   | Природний                             | —                  | 2014                   | 1403 [Архівовано 5 липня 2017 у Wayback Machine.]  | x          |